# Guadalentín
Il Guadalentìn (in lingua araba Oued al Iznain), conosciuto anche come Sangonera o Regueron, è un fiume del sud-est della penisola iberica. Attraversa le provincie di Almería e Murcia; inoltre rappresenta il maggior affluente di destra del Segura.

## Percorso
Nasce nella Sierra de Maria, nel nord della provincia di Almería e riceve nello stagno de Puentes il ruscello de Chirivel, nella provincia di Murcia.
Il corso basso, presso la confluenza col Segura, è fortemente canalizzato; numerose opere idrauliche ne limitano la portata media e proteggono il centro abitato di Murcia.

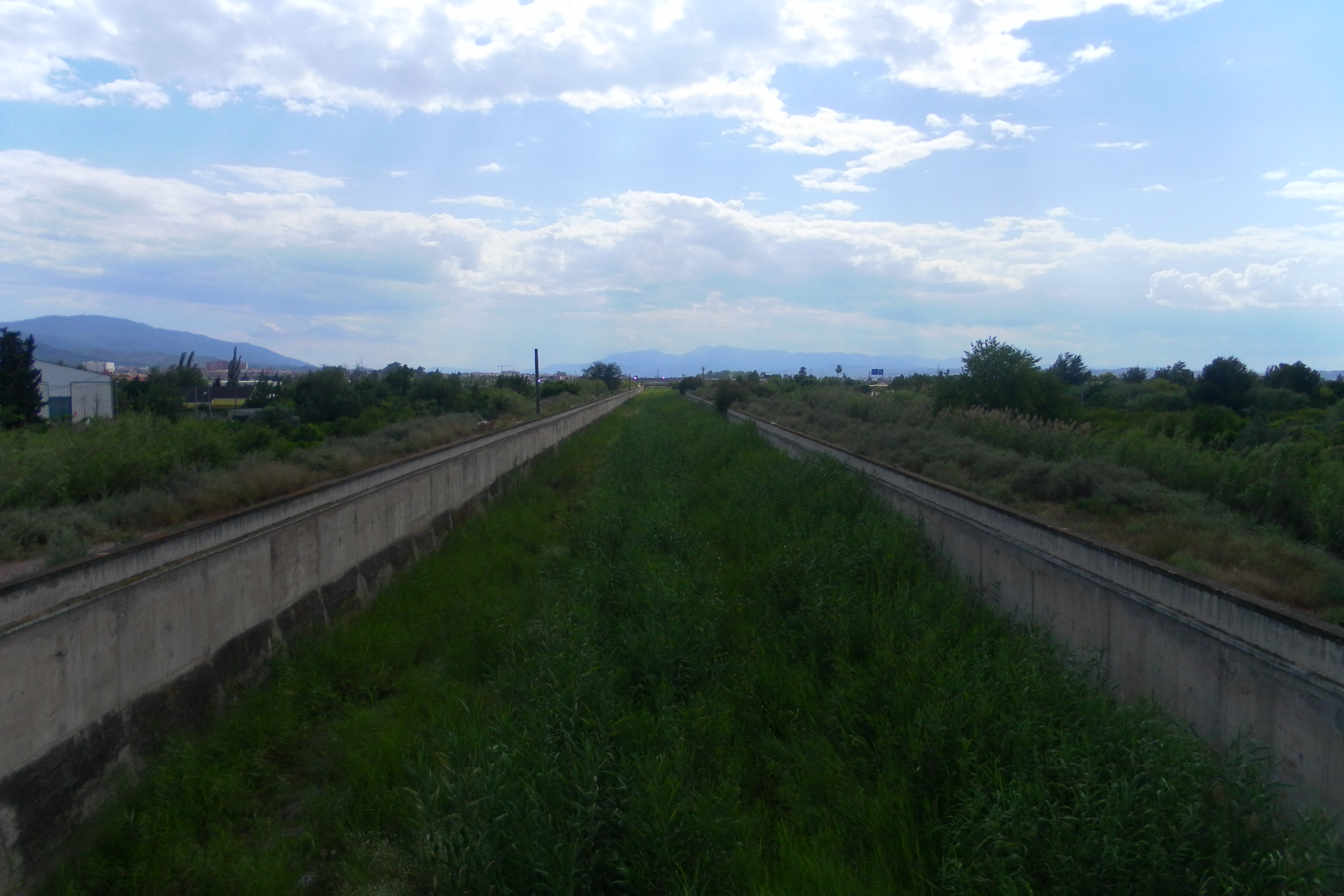
Il Canale del Regueron si stacca dal fiume presso la Huerta de Murcia. Serve a convogliare le acque di piena del Guadalentin, in modo da evitare esondazioni, talvolta disastrose.

Sfocia dopo circa 121 km, nel Segura, presso Huerta de Murcia.

## Esondazioni
La portata del fiume è molto variabile, essendo capace di passare da una secca estrema a piene, tutte in pochissimo tempo.

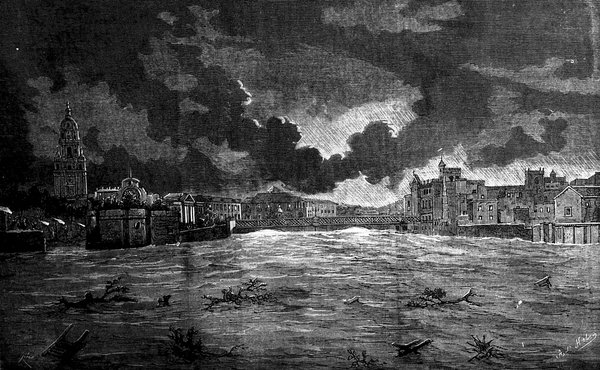
dipinto che raffigura la Riada de Santa Teresa

Alcune delle esondazioni più ricordate sono 2:
- Il 15 ottobre del 1879 si produsse la cosiddetta Riada de Santa Teresa, che colpì anche il Segura. Si stimò che in un'ora caddero ben 600 mm di pioggia e presso Lorca esondò, provocando 13 vittime, e raggiungendo la portata massima di 1510 m³/s al culmine.
- Il 19 ottobre del 1973 si produsse il peggior alluvione della storia del bacino idrografico; una portata massima di 2500 m³/s, travolgendo la città di Lorca e provocando numerose vittime. Difatti solamente la rambla de Nogalte (affluente del Guadalentin) raggiunse una portata massima di 1974 m³/s nel paese di Puerto Lumbreras, dove anche qui, ci furono svariate vittime.